# Ochthebius kuwerti
Ochthebius kuwerti är en skalbaggsart som beskrevs av Edmund Reitter 1897. Ochthebius kuwerti ingår i släktet Ochthebius och familjen vattenbrynsbaggar. Inga underarter finns listade i Catalogue of Life.